# 鼓架嶼
鼓架嶼，為台灣澎湖縣湖西鄉的一個島嶼，面積約0.0485平方公里，實則由多個岩礁所組成。島嶼位置在尖山村南方約兩公里處，最高處約高2公尺。該島因外型似大鼓支架而得名，惟現因採石破壞，島嶼已無法恢復昔日容貌。